# Борболья, Хосе Луис
Хосе Луис Борболья Чавира (исп. José Luis Borbolla Chavira; 31 января 1920, Мехико — 11 февраля 2001, Мехико) — мексиканский футболист, нападающий.

## Карьера
Хосе Луис Борболья родился в семье испанца, выходца из Астурии и мексиканки в Санта-Мария-ла-Ривере. Он начал карьеру в клубе «Астуриас». В 1937 году он перешёл в клуб «Реал Эспанья», в которой дебютировал в двух товарищеских играх с «Велес Сарсфилдом». В 1940 году он перешёл в «Марте», с которым стал чемпионом Мексики в 1943 году. В 1945 году Борболья перешёл в клуб «Реал Мадрид». Он стал первым иностранным игроком, купленный командой после прихода на пост президента команды Сантьяго Бернабеу. При этом сам Сантьяго настаивал на покупке игрока, которого ему рекомендовал мексиканский друг. Хосе Луис дебютировал в составе команды 21 января 1945 года в матче Кубка Испании с «Сельтой», в которой забил гол, а его команда победила 5:1. В феврале форвард был арендован клубом «Депортиво Ла-Корунья», где дебютировал 4 февраля во встрече с «Эспаньолом», в которой забил победный гол (3:2). Всего за клуб игрок провёл 10 матчей и забил 3 гола.
Борболья возвратился в «Реал». Он провёл за сезон одну встречу: 7 октября 1945 года с «Валенсией». Летом 1946 года форвард перешёл в «Сельту». 22 сентября он сыграл первый матч за клуб против «Барселоны». 29 сентября он забил первый гол в составе «Сельты», поразив ворота «Валенсии». Всего за «Сельту» футболист сыграл 11 матчей и забил 3 гола. По окончании сезона Борболья принял решение возвратиться в Мексику, став игроком «Реала Испаньи». Через год Хосе Луис подписал контракт с «Веракрусом». Через год форвард перешёл в «Америку». Там он завершил игровую карьеру и провёл сезон в качестве главного тренера команды.
В 1950 году Борболья поехал со сборной страны на чемпионат мира. Перед турниром произошёл конфликт с главным тренером Октавио Виалем. Из-за чего он был выведен из стартового состава. Первый матч мексиканцы проиграли со счётом 0:4 Бразилии, а второй 1:4 Югославии. В обоих Борболья участия не принимал. В третьей игре он вышел на поле, но команда и тут проиграла со счётом 1:2 швейцарцам.
После завершения карьеры игрока, Борболья занялся бизнесом, открыв фирму по производству текстильной промышленности. Когда в 1972 году скончался его близкий друг Луис де ла Фуэнте, Борболья поддерживал его семью.

## Достижения
- Чемпион Мексики: 1942/1943